# Hydroeciodes halfteri
Hydroeciodes halfteri là một loài bướm đêm trong họ Noctuidae.